# Dima Khatib
Dima Khatib (en árabe: ديمة الخطيب‎)‎; (Damasco, 14 de julio de 1971) es una periodista, poeta, bloguera, y traductora siria. Es Directora gerente de AJ+, un galardonado servicio digital de noticias en inglés, árabe y castellano lanzado por Al Jazeera Media Network en San Francisco, EE. UU. Actualmente es la única directora ejecutiva del grupo Al Jazeera; y, una de las pocas líderes femeninas en la esfera de los medios árabes.

## Biografía
Nació en Damasco de madre siria y padre palestino. (huyó de Palestina a Siria por la ocupación israelí de su país y obligó a las deportaciones él y su familia en 1948). Khatib habla fluidamente ocho idiomas (árabe, inglés, francés, castellano, portugués, italiano, chino, alemán). En 1997, se unió a Al Jazeera como pasante en periodismo televisivo. Y luego convertirse en productora, corresponsal en China y luego Jefa de la Oficina de América Latina; antes de hacer un cambio total al periodismo en Internet en los últimos años.
Dima ha sido clasificada entre los árabes más influyentes en las redes sociales Recibió atención durante las revoluciones árabes por proporcionar frecuentes actualizaciones y comentarios sobre eventos recientes a través de su cuenta de Twitter. Today she tackles all kinds of issues on her social feeds, including social media, media, motherhood, poetry, Palestine and others.
Ella comenzó a ganar reconocimiento durante la guerra de Irak, cuando trabajó como productora de noticias en vivo en Doha para el canal árabe Al Jazeera. Ella concedió una entrevista a Larry King de CNN y a Wolf Blitzer, y fue presentado en Control Room, un documental de 2004 sobre Al Jazeera y su cobertura de la invasión de Irak en 2003.
Durante su asignación en América Latina tuvo acceso exclusivo y cercano al fallecido presidente venezolano Hugo Chávez y entrevistó a varios líderes como Evo Morales (Bolivia) y Lula da Silva de Brasil. Informando de todas partes de América del Sur y Central le dio al Mundo Árabe una visión sin precedentes de un continente lejano. Desde Caracas sería citada como la fuente de noticias de última hora, como que Chávez fue el primer jefe de Estado en condenar duramente a Israel por el conflicto entre Israel y Líbano y cortar los lazos con Israel años después. También desestimó las afirmaciones de que Gaddafi había escapado a Venezuela.
Dima tiene una colección publicada de poemas en árabe titulada Love Refugee (en árabe: لاجئة حب‎), disponible en Jamalon. También es coautora de un libro en castellano sobre Revoluciones árabes.
Dio conferencias de periodismo en la American University in Dubai (AUD) entre 2013 a 2015 y da charlas en todo el mundo. Organiza recitales de poesía regularmente en ciudades de la región de Golfo Pérsico, así como en Europa, América del Norte y América Latina.
Antes de su trabajo con Al Jazeera, Khatib trabajó para Swiss Radio International en Berna y en la Organización Mundial de la Salud en Ginebra, así como en Al-Raya Newspaper y Qatar Radio en francés en Doha.